# Communauté de communes Serre-Ponçon
Die Communauté de communes Serre-Ponçon ist ein französischer Gemeindeverband mit der Rechtsform einer Communauté de communes in den Départements Hautes-Alpes und Alpes-de-Haute-Provence in der Region Provence-Alpes-Côte d’Azur. Sie wurde am 2. November 2016 gegründet und umfasst 17 Gemeinden. Der Verwaltungssitz befindet sich im Ort Embrun. Eine Besonderheit ist die Département-übergreifende Struktur der Mitgliedsgemeinden.

## Historische Entwicklung
Der Gemeindeverband entstand mit Wirkung vom 1. Januar 2017 durch die Fusion der Vorgängerorganisationen
- Communauté de communes de l’Embrunais und
- Communauté de communes du Savinois Serre-Ponçon[3]

unter Zugang der Gemeinde Chorges von der Communauté de communes de la Vallée de l’Avance und der Gemeinde Pontis von der Communauté de communes Vallée de l’Ubaye.

## Mitgliedsgemeinden
| Gemeinde                            | Einwohner 1. Januar 2022 | Fläche km² | Dichte Einw./km² | Code INSEE | Postleitzahl | Département             |
| ----------------------------------- | ------------------------ | ---------- | ---------------- | ---------- | ------------ | ----------------------- |
| Baratier                            | 643                      | 15,99      | 40               | 05012      | 05200        | Hautes-Alpes            |
| Châteauroux-les-Alpes               | 1.223                    | 92,84      | 13               | 05036      | 05380        | Hautes-Alpes            |
| Chorges                             | 3.106                    | 53,34      | 58               | 05040      | 05230        | Hautes-Alpes            |
| Crévoux                             | 122                      | 56,26      | 2                | 05044      | 05200        | Hautes-Alpes            |
| Crots                               | 1.161                    | 53,84      | 22               | 05045      | 05200        | Hautes-Alpes            |
| Embrun                              | 6.387                    | 36,39      | 176              | 05046      | 05200        | Hautes-Alpes            |
| Le Sauze-du-Lac                     | 158                      | 8,49       | 19               | 05163      | 05160        | Hautes-Alpes            |
| Les Orres                           | 510                      | 74,79      | 7                | 05098      | 05200        | Hautes-Alpes            |
| Pontis                              | 95                       | 14,11      | 7                | 04154      | 05160        | Alpes-de-Haute-Provence |
| Prunières                           | 312                      | 13,20      | 24               | 05106      | 05230        | Hautes-Alpes            |
| Puy-Saint-Eusèbe                    | 190                      | 11,31      | 17               | 05108      | 05200        | Hautes-Alpes            |
| Puy-Sanières                        | 281                      | 11,38      | 25               | 05111      | 05200        | Hautes-Alpes            |
| Réallon                             | 243                      | 71,40      | 3                | 05114      | 05160        | Hautes-Alpes            |
| Saint-André-d’Embrun                | 708                      | 38,63      | 18               | 05128      | 05200        | Hautes-Alpes            |
| Saint-Apollinaire                   | 204                      | 7,54       | 27               | 05130      | 05160        | Hautes-Alpes            |
| Saint-Sauveur                       | 493                      | 24,18      | 20               | 05156      | 05200        | Hautes-Alpes            |
| Savines-le-Lac                      | 1.109                    | 25,13      | 44               | 05164      | 05160        | Hautes-Alpes            |
| Communauté de communes Serre-Ponçon | 16.945                   | 608,82     | 28               | –          | –            | –                       |